# 晉武侯
晉武侯，姬姓，名寧族，是西周諸侯國晉國的第三任統治者。晉武侯繼承其父晉侯燮之位，武侯去世後，其子晉成侯服人繼位。葬於今山西省曲沃縣北趙村。